# سي إم أيه سامبو
شركة سي إم إيه سامبو أس بي أيه هي شركة مساهمة متخصصة في تطوير المركبات الزراعية. تأسست عام ٢٠١٠ بموجب اتفاقية بين العلامة التجارية الجزائرية سي إم إيه ومجموعة سامبو-روزنلو الفنلندية. يقع مقرها في سيدي بلعباس ، وتملكها شركة سي إم إيه للمعدات الزراعية (CMA) وشركة بمات الجزائرية لتصنيع المعدات الزراعية (٦٢٪) وشركاء فنلنديون (٣٨٪).

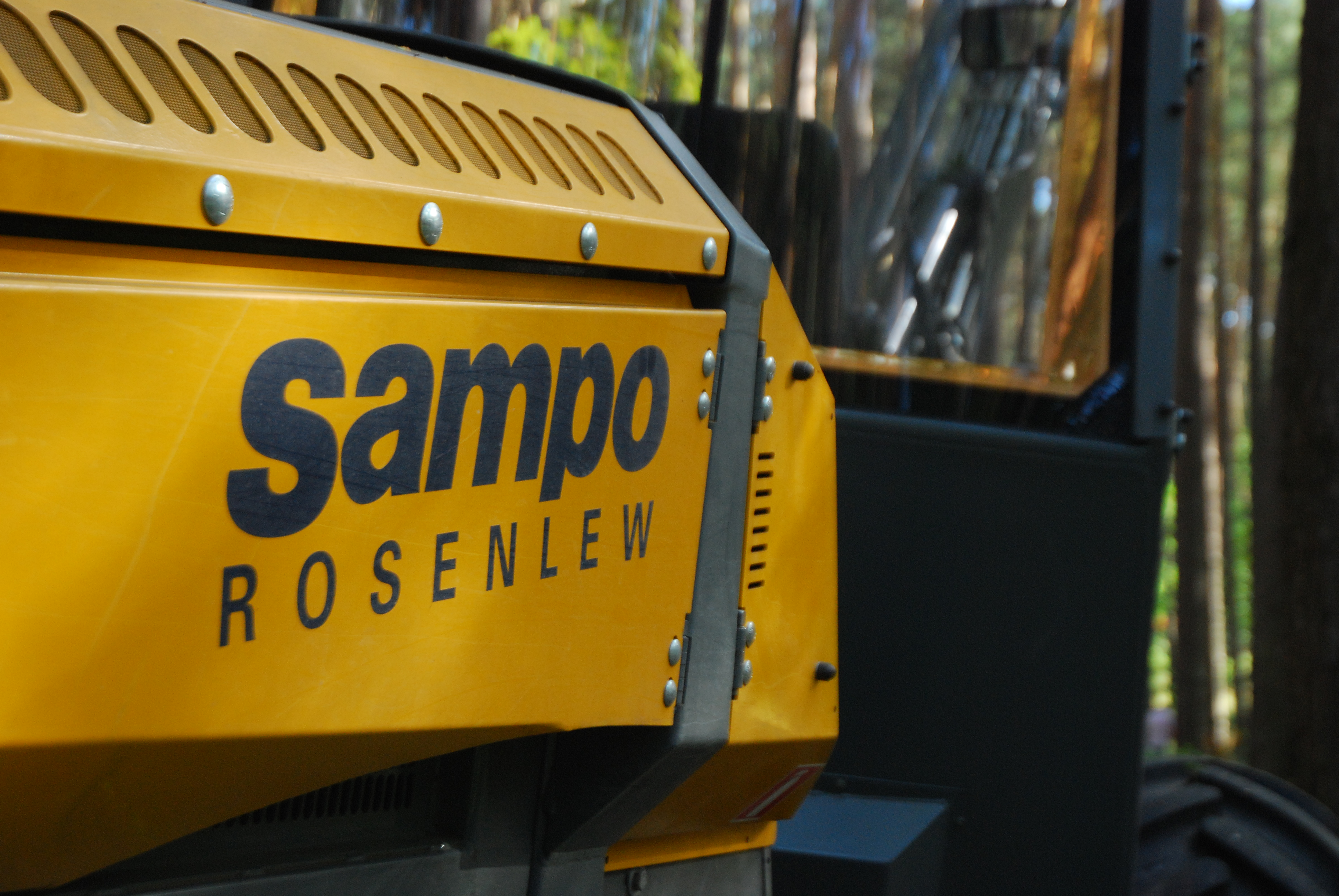
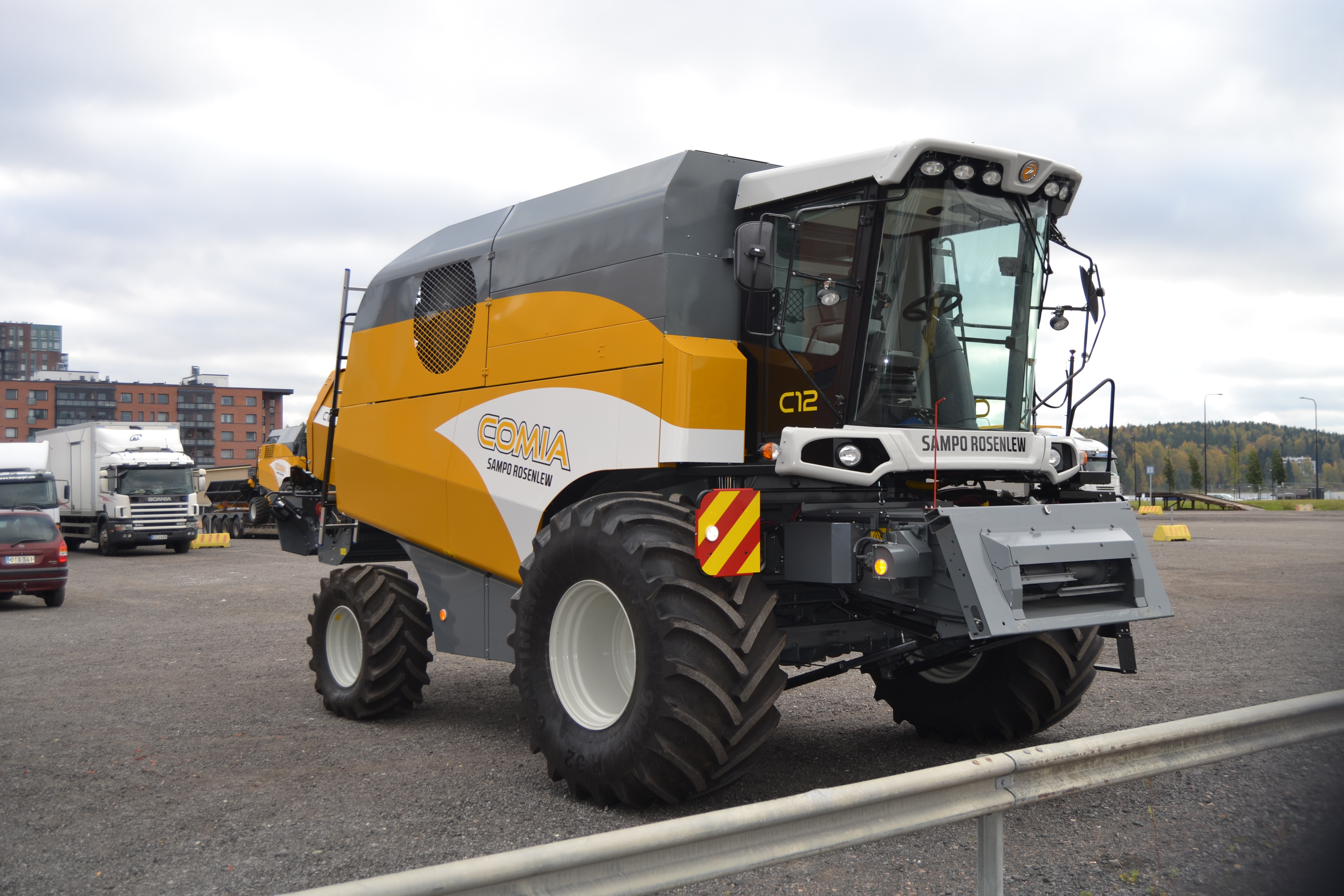
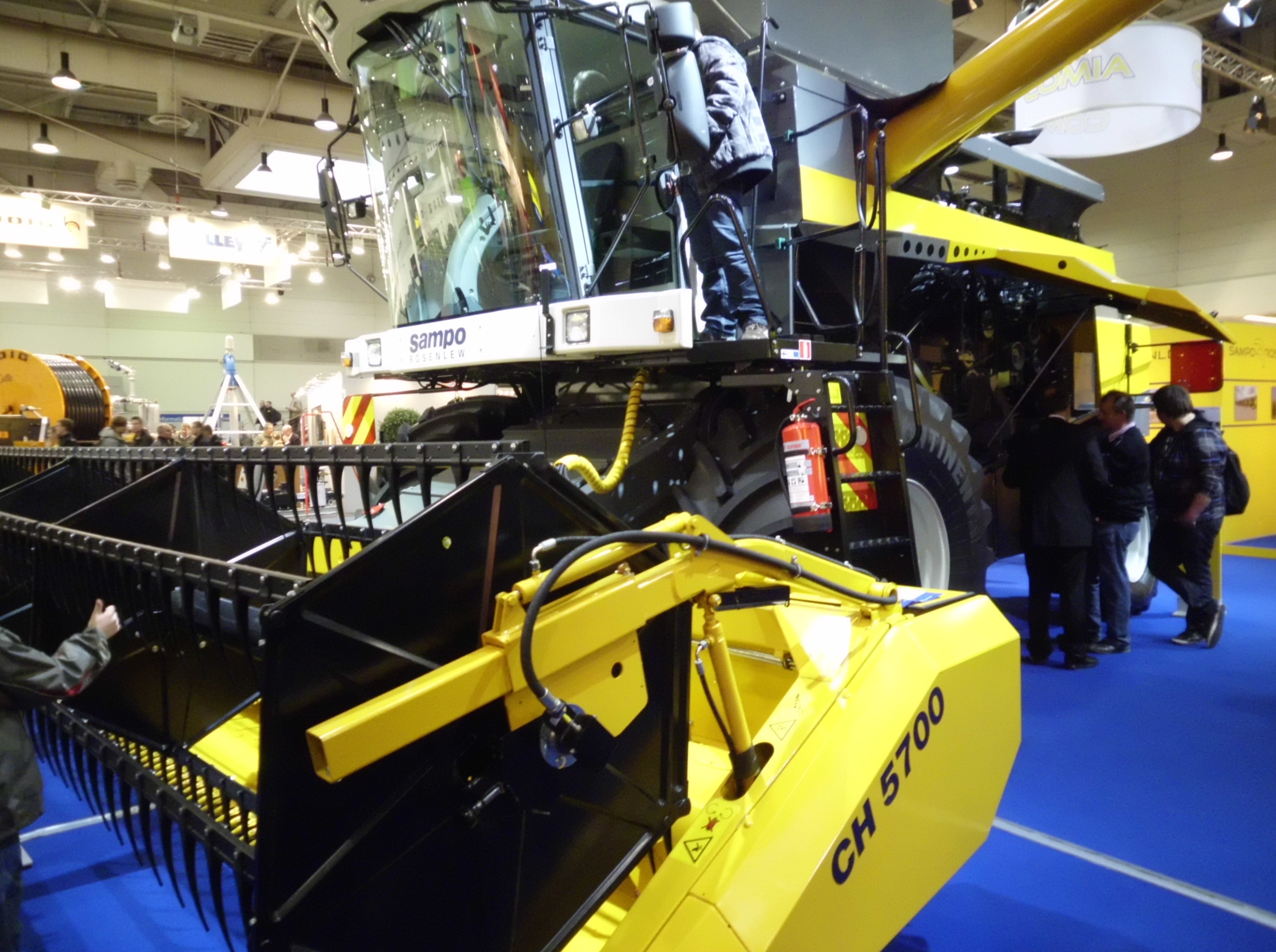
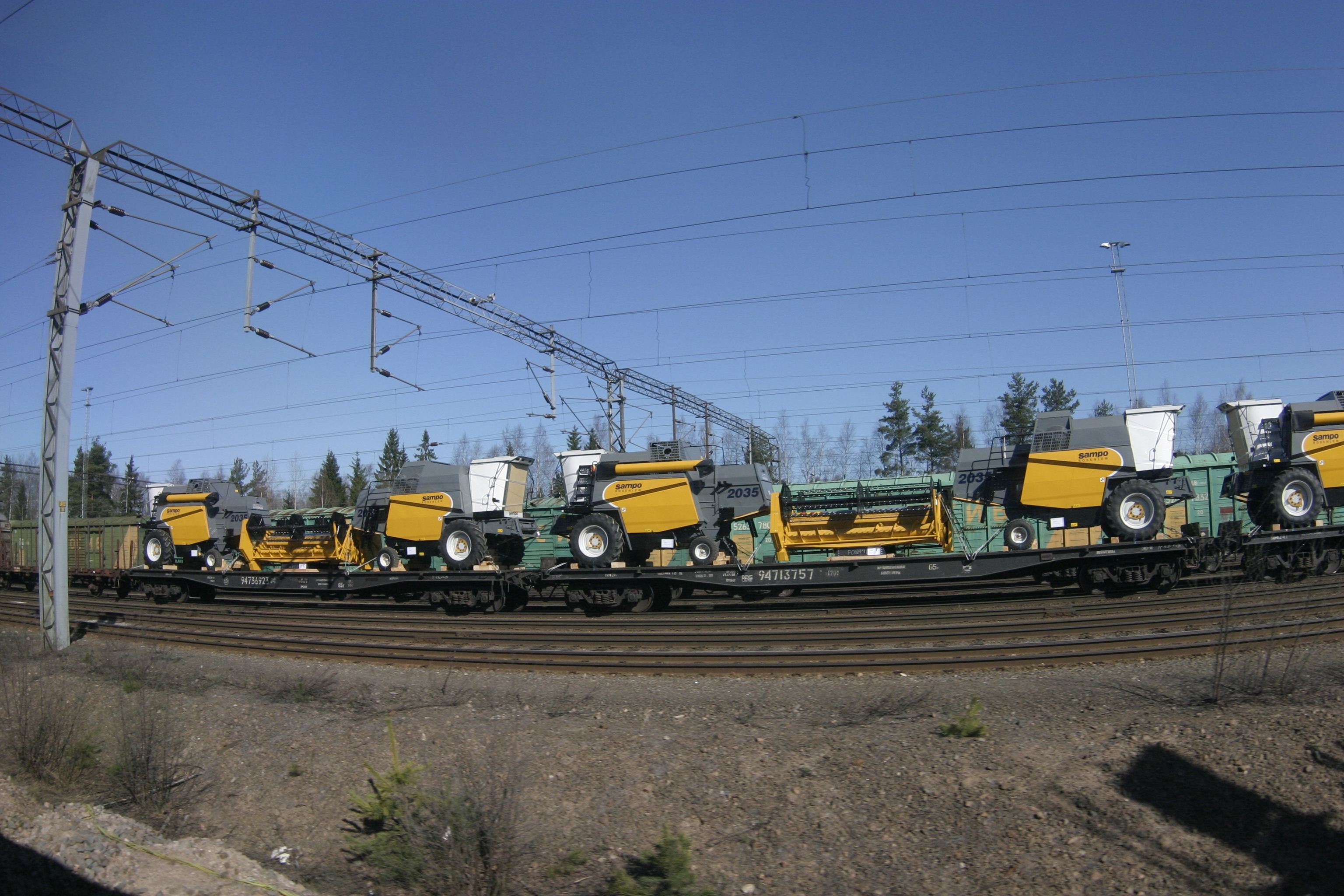

## روابط خارجية
- http://www.sampo-rosenlew.fi/en/home.html نسخة محفوظة 2014-02-22 على موقع واي باك مشين.
- http://formin.finland.fi/public/default.aspx?contentid=273024&contentlan=1&culture=fi-FI
- https://www.youtube.com/watch?v=X_WMcq8RYgo

قالب:Automotive industry in Algeria